# Kenta Kobayashi
Kenta Kobayashi, noto semplicemente come Kenta (小林健太?, Kobayashi Kenta; Sōka, 12 marzo 1981), è un wrestler giapponese sotto contratto con la New Japan Pro-Wrestling, ed è l'attuale detentore dell'IWGP Tag Team Championship con Chase Owens.
Kobayashi ha cominciato la sua carriera da wrestler professionista nel 2000, nella All Japan Pro Wrestling, ma la sua vera casa è considerata la Pro Wrestling Noah, in cui ha militato fino al 2014. Tra il 2014 e il 2019 è stato sotto contratto con la WWE, combattendo nel territorio di sviluppo di NXT e 205 Live.
All'inizio della sua carriera ha lottato con il suo vero nome, ma onde evitare di essere confuso con il suo mentore, Kenta Kobashi, ha abbandonato il cognome e utilizzato solo il nome, peraltro scritto in caratteri romani e in maiuscolo.

## Carriera

### Pro Wrestling Noah (2000–2014)
Prima di intraprendere la carriera da wrestler, Kobayashi ha praticato una grande varietà di sport. Si è dilettato nel baseball e nel kickboxing, in particolare quest'ultima disciplina si rivelerà poi fondamentale per definire il suo stile di wrestling, caratterizzato da colpi shoot.
Il debutto nel wrestling avviene il 24 maggio del 2000 contro il suo futuro alleato e rivale, Naomichi Marufuji, nella All Japan Pro Wrestling (AJPW), dove hanno gareggiato nella junior heavyweight division. La permanenza di Kobayashi nella federazione è terminata quando l'allora presidente Mitsuharu Misawa decise di dimettersi dalla carica, in quanto non si rispecchiava nella direzione che la AJPW stava intraprendendo, soprattutto a causa del fatto che la federazione non riteneva la junior heavyweight division una divisione su cui puntare.
A seguito di questi eventi, Misawa crea la Pro Wrestling NOAH, la quale fece della junior heavyweight division uno dei suoi principali punti di forza e mise sotto contratto Kobayashi il quale, però, non poté competere a causa di un infortunio. Il wrestler tornò a lottare nel mese di luglio del 2001, facendosi chiamare semplicemente Kenta.
Il primo coinvolgimento di Kenta in una situazione titolata avvenne quando Naomichi Marufuji fu costretto a rendere vacante il GHC Junior Heavyweight Championship a seguito di un infortunio al ginocchio. Venne così indetto un torneo per decretare il nuovo campione e Kenta vi partecipò, arrivando nelle fasi finali, sconfiggendo Kotaro Suzuki e Tsuyoshi Kikuchi, prima di soccombere contro Yoshinobu Kanemaru. Nonostante non sia riuscito nell'impresa di vincere il titolo, il torneo giova a Kenta un incremento di popolarità. A seguito di questi eventi, si riunisce al suo mentore Kenta Kobashi nella sua stable denominata "Burning".
Il 2003 vede l'inizio della collaborazione di Kenta con Marufuji, con il quale otterrà una prima vittoria in un match di coppia contro Makoto Hashi e Kanemaru. I due saranno assoluti protagonisti del torneo per l'assegnazione del GHC Junior Heavyweight Tag Team Championship, dato che riusciranno a vincerlo dopo aver sconfitto in finale due veterani del calibro di Jushin Liger e Takehiro Murahama. Nel periodo in cui è campione di coppia, Kenta tenta ancora di vincere il GHC Junior Heavyweight Championship, ma senza successo.
Grazie alle sue ottime prestazioni, a Kenta viene concesso di combattere una serie di incontri al fine di accrescere ulteriormente il suo stato nel mondo del wrestling.  Durante il First Navigation Tour, disputa alcuni match con Juventud Guerrera, Yoshinari Ogawa e Jun Akiyama. Nel match finale, perde contro l'alleato Marufuji.
Durante questa serie di match, lui e Murufuji continuano a difendere con successo i titoli di coppia. Il loro regno giungerà al termine per mano della coppia formata da Kanemaru e Takashi Sugiura.
La prima rivalità importante nelle competizioni singole comincia nel marzo del 2005, dove inanella una serie di match contro il rivale SUWA, culminata con un incontro molto violento, al termine del quale il rivale verrà squalificato per aver attaccato l'arbitro.
L'ennesima buona serie di match, consente a Kenta di gareggiare di nuovo per il GHC Junior Heavyweight Championship, che questa volta riesce a conquistare sconfiggendo Yoshinobu Kanemaru. La sua prima difesa avviene due mesi dopo contro Suwa, contro il quale difende la cintura con successo e replica lo stesso risultato con Kotaro Suzuki. Contemporaneamente, Kenta forma un tag team con Katsuyori Shibata, i due si faranno chiamare The Takeover ed entreranno in lotta per i GHC Tag Team Championship, ovvero la versione per pesi massimi dei titoli di coppia.
Il 5 marzo del 2006, Kenta fronteggia nientemeno che il suo mentore Kenta Kobashi, il quale uscirà vittorioso dall'incontro grazie ad un Burning Hammer. A questo, segue anche la perdita del titolo GHC Junior Heavyweight per mano di Takashi Sugiura il 4 giugno.
Kenta focalizza così la sua attenzione sul GHC Heavyweight Championship, in quel momento in mano a Naomichi Marufuji. A trionfare sarà quest'ultimo, in un match molto apprezzato e che si è fregiato di svariati riconoscimenti.
Kenta passa la maggior parte del 2007 partecipando in match di coppia e a sei uomini, soprattutto con Taiji Ishimori e Akitoshi Saito come compagni di squadra, ma sarà con Ishimori che disputerà i match migliori, avendo anche occasione di scontrarsi con alcune personalità della Ring Of Honor, come i Briscoe Brothers e la coppia formata da Davey Richards e Bryan Danielson. Ciò è stato reso possibile grazie ad un accordo di scambio di talenti tra la ROH e la NOAH.
In coppia con Ishimori, riuscirà a vincere il NTV Junior Heavyweight Tag Team Tournament, battendo in finale Marufuji e Kōta Ibushi. Riusciranno, in seguito, a conquistare i titoli di coppia GHC Junior Heavyweight ai danni di BxB Hulk e Shingo Takagi, due wrestler affiliati alla Dragon Gate. Kenta e Ishimori perderanno i titoli da Yoshinobu Kanemaru e Kotaro Suzuki.
Dopo la perdita dei titoli di coppia, Kenta tornerà a concentrarsi nelle competizioni singole, sconfiggendo Bryan Danielson per il GHC Junior Heavyweight Championsip, titolo che metterà poi in palio contro Marufuji il quale deteneva il AJPW World Junior Heavyweight Championship, anch'esso messo in palio in un match di unificazione dei titoli. Il match finirà in parità per raggiunto limite di tempo, cosa che permette ad entrambi di mantenere i rispettivi titoli e di guadagnarsi gli onori della cronaca per l'ennesima, ottima performance. L'incontro, apprezzato da pubblico e critica, sarà poi considerato da molti come un potenziale Match of the year.
Kenta perderà il titolo nel mese di febbraio del 2009 in una sfida interpromozionale con un wrestler della GPWA, Katsuhiko Nakajima, per poi rivincerlo il mese seguente.
Ad ottobre, Kenta è costretto a rendere vacante il titolo a seguito di un infortunio al ginocchio, che lo terrà lontano dalle competizioni per più di sette mesi.
Kenta effettua il suo ritorno il 6 giugno 2010, perdendo contro Naomichi Marufuji un match per decretare il primo sfidante al titolo GHC Junior Heavyweight.
Il 30 ottobre, fa coppia con Atsushi Aoki e sconfigge il team formato da Roderick Strong e Eddie Edwards nella finale di un torneo e conquista la Nippot TV Cup Jr. Heavyweight Tag League. Il risultato, consente a Kenta e Aoki di sfidare i detentori dei GHC Junior Heavyweight Tag Team Championship, ovvero i rappresentanti della New Japan Pro-Wrestling Koji Kanemoto e Tiger Mask IV il 23 novembre del 2010. A trionfare, saranno i campioni.
Il 29 gennaio 2011, Kenta effettua un Turn Heel e si unisce alla stable conosciuta come Disobey, unendosi agli altri membri: Mohammed Yone, Yoshinobu Kanemaru e Genba Hirayanagi. Oltre a ciò, Kenta cambierà anche il suo look e la sua attitudine.
Il 5 marzo, Kenta estromette Yone dal gruppo e la settimana dopo, rinomina la stable con il nome di No Mercy. Il 25 maggio, Kenta e Kanemaru sconfiggono Atsushi Aoki e Kotaro Suzuki, membri della stable ANMU e conquistano i vacanti GHC Junior Heavyweight Tag Team Championsip. Oltre alla conquista dei titoli, Kenta riuscirà nell'impresa di portare tra le file dei No Mercy nientemeno che il suo mentore Yoshihiro Takayama, portandolo a tradire il suo partner Takuma Sano. Il 30 giugno 2011, Kenta e Kanemaru riusciranno ad arrivare nella finale del torneo Junior Tag League, ma saranno i rivali Aoki e Suzuki ad avere la meglio. Questa vittoria consente ai due di sfidare Kenta e Kanemaru per i titoli, ma i due membri dei No Mercy usciranno vittoriosi dalla contesa.
Il 23 settembre, Kenta ha l'occasione di conquistare il GHC Heavyweight Championship sfidando il campione Go Shiozaki, il quale manterrà il titolo. Kobayashi fisserà come obiettivo principale il titolo massimo, quindi vince un match per l'assegnazione del posto di primo sfidante contro Sugiura, sconfiggendolo il 10 ottobre e fissando la sfida con Go Shiozaki per il 27 novembre. Nel frattempo, lui e Kanemaru perdono i titoli di coppia per mano di Aoki e Suzuki il 16 ottobre 2011. Nello show di Halloween della NOAH, Kenta continua il suo percorso per diventare un heavyweight e sfida il team della NJPW conosciuto come Bad Intentions, formato da Giant Bernard e Karl Anderson. Il match, fissato per il 2012, non ebbe mai luogo a causa di un infortunio.
Nel mese di novembre, Kenta entra nella Noah Global Tag League ed inventa una nuova mossa di sottomissione chiamata "Game Over", in modo da poter trovare un modo per gestire meglio la differenza fisica tra lui e gli heavyweight. Kenta arriverà in finale, ma verrà sconfitto da Takeshi Morishima e non riuscirà nemmeno a sconfiggere Go Shiozaki per il titolo massimo. Nel mese di dicembre, si riacutizza il problema al ginocchio e quindi è costretto a sottoporsi ad una nuova operazione al fine di guarire completamente, cosa che lo terrà lontano dal ring per un periodo di 6-7 mesi. Nonostante ciò, Kenta continua ad apparire regolarmente in federazione al fine di guidare la sua stable, per la quale arruola un nuovo membro nel mese di febbraio: Shuhei Taniguchi, il quale cambierà il suo nome in Maybach.
Il ritorno sul ring per Kenta avviene il 22 luglio 2012 e perde un match contro Marufuji. L'8 ottobre, in coppia con Taniguchi, conquista per la prima volta il GHC Tag Team Championship, sconfiggendo i campioni Magnus e Samoa Joe. Inoltre, il 23 novembre vince il Global League Tournament.
Il 27 gennaio 2013, Kenta sconfigge Takeshi Morishima e conquista il GHC Heavyweight Championship a Great Voyage 2013. Il 9 febbraio, Taniguchi tradisce Kenta e gli ruba la cintura. La settimana successiva, Kobayashi partecipa ad un tour con la Allianza Latinoamericana de Lucha Libre e sconfigge Super Crazy nella finale del torneo. Il 10 marzo, Kenta difende con successo il titolo dal suo ex alleato Taniguchi, mentre il 28 aprile vince la Global Tag League in coppia con Yoshihiro Takayama.
Il giorno 11 maggio, prende parte al match di ritiro del suo mentore Kenta Kobashi in un match quattro contro quattro, dove la squadra formata da Kobashi, Keiji Muto, Jun Akiyama e Kensuke Sasaki, sconfigge quella formata da Kenta, Go Shiozaki, Maybach Tanighuchi e Yoshinobu Kanemaru. Il giorno seguente, Kenta difende ancora con successo il titolo dall'assalto di Takashi Sugiura, risultato che si ripete anche il 2 giugno contro Toru Yano, rappresentante della New Japan Pro Wrestling e anche contro Naomichi Marufuji il 7 luglio. Anche la quinta difesa titolata si conclude con successo, infatti Kenta nell'occasione sconfigge Mohammed Yone. La striscia vincente continua nei mesi successivi contro avversari come Shane Haste, Mickey Nicholls e Katsuhiko Nakajima. Con la vittoria su Nakajima, Kenta diventa l'unico wrestler ad aver difeso il titolo 8 volte in un anno, record che viene ulteriormente incrementato sconfiggendo un altro rappresentante della New Japan, ovvero Yūji Nagata.
Il regno di quasi un anno si conclude il 5 gennaio 2014, quando Kenta perde per mano di Takeshi Morishima.
Il 3 febbraio, Kenta pone fine alla lunga rivalità con il suo ex alleato Maybach, sconfiggendolo in un violento No Disqualification Match. Nel frattempo, Yuji Nagata sconfigge Morishima e diventa il nuovo campione, quindi Kenta viene nominato primo sfidante, ma non riesce a riconquistare il titolo.
Il 30 aprile, la Noah tiene una conferenza nella quale Kenta annuncia che abbandonerà la federazione. Kenta combatte il suo match d'addio il 17 maggio, dove in coppia con Marufuji sconfigge Nakajima e Sugiura.

### Ring of Honor (2005–2009)
Oltre alle competizioni nella Noah, Kenta ha avuto occasione di lavorare anche negli Stati Uniti, più precisamente nella Ring of Honor. La sua prima apparizione avviene nel 2005 all'evento Final Battle, dove conserva il titolo GHC Junior Heavyweight sconfiggendo Low-Ki. Torna in federazione l'anno seguente durante l'evento Best In The World, dove in coppia con Marufuji, sconfigge la squadra formata da Samoa Joe e Bryan Danielson. In seguito, sfiderà i due ad un triple threat match, dal quale esce vittorioso.
La prima sconfitta in Ring Of Honor arriva in un match di coppia, quando il suo compagno Davey Richards viene schienato in un match contro i Briscoe Brothers. Questa sconfitta, porta Kenta e Richards a scontrarsi in una serie di match.
In seguito, Kobayashi ha l'occasione di conquistare il titolo assoluto della Ring Of Honor in mano a Danielson, ma sarà Bryan a spuntarla grazie alla sua mossa finale: la Cattle Mutilation.
Kenta torna in federazione il giorno 11 maggio, vincendo un match contro Delirious. Allo show Respect Is Earned, fa squadra con Nigel McGuinness contro Danielson e Takeshi Morishima, rimediando una sconfitta.
Nei mesi successivi, instaurerà una rivalità con Davey Richards e il suo contingente, il No Remorse Corps. Kenta partecipa al Glory By Honor VI tour. La prima notte, fa coppia con Mitsuharu Misawa e sfida Naomichi Marufuji e Takeshi Morishima in un match che termina in parità, a causa del sopraggiunto limite di tempo.
Il prossimo ritorno in Ring Of Honor avviene nel 2009 e perde un match per il titolo assoluto contro il campione Nigel McGuinness. Qualche settimana dopo, affronta ancora Davey Richards e poi fa coppia con Seth RollinsTyler Black contro Katsuhiko Nakajima e Austin Aries. L'ennesimo ritorno viene fissato per novembre, ma Kenta è costretto a rinunciare a causa di un infortunio al ginocchio.

### WWE (2014–2019)

#### NXT(2014–2017)

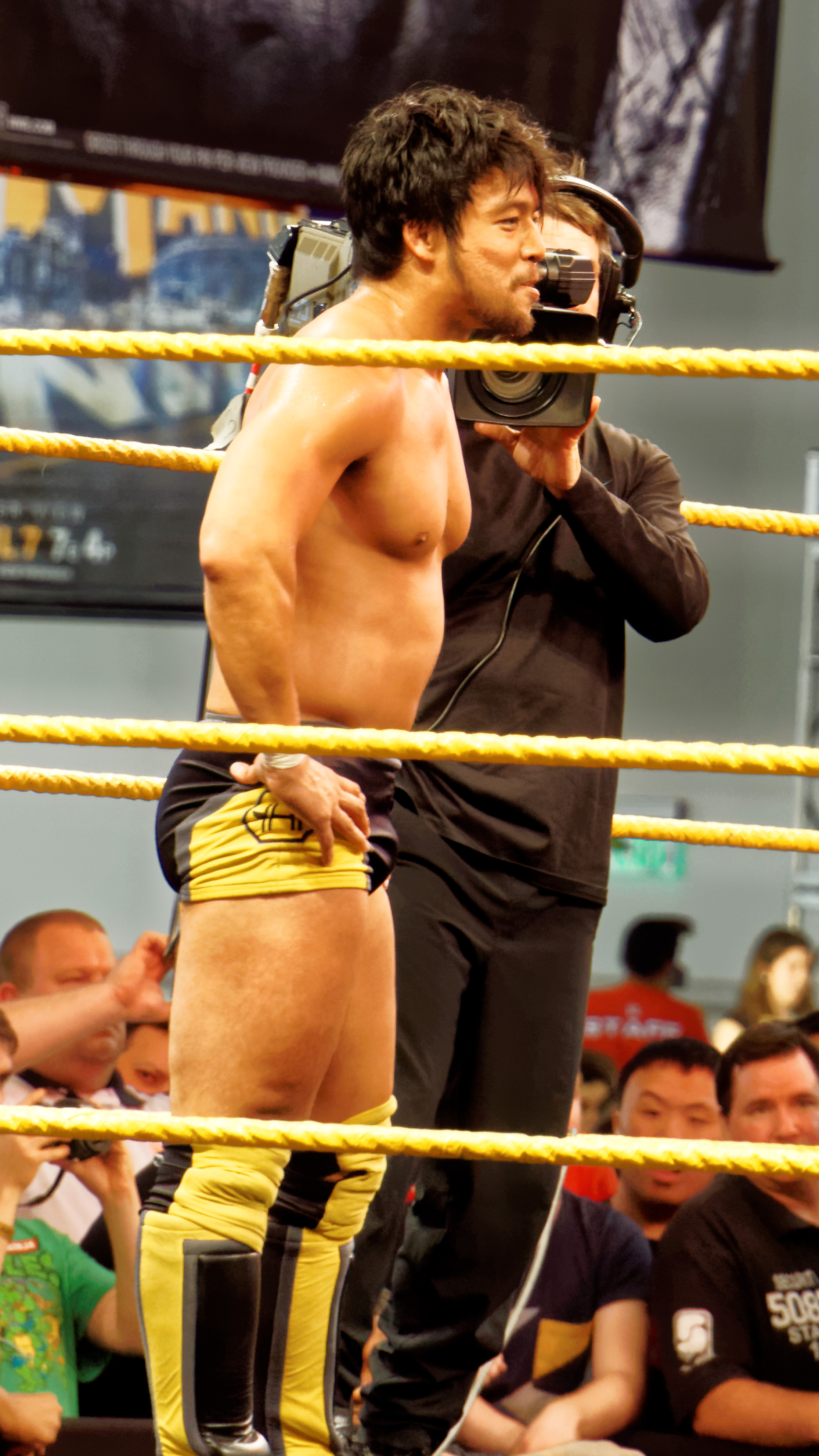
Itami nel marzo 2015 ai WrestleMania Axxess

Nel mese di gennaio del 2014 Kenta, con il benestare della Pro Wrestling Noah, partecipò ad un tryout match presso il WWE Performance Center di Orlando (Florida). Kenta firmò per la WWE nel giugno del 2014, venendo assegnato al territorio di sviluppo di NXT. Durante l'evento NXT TakeOver: Fatal 4-Way, debuttò ufficialmente con il ring name Hideo Itami, respingendo un assalto degli The Ascension (Konnor e Viktor), stabilendosi come un face. Nella puntata successiva sconfigge Justin Gabriel fornendo una grande prestazione e chiudendo le ostilità con la Warrior's Way, venendo però ancora attaccato dagli Ascension.
In suo aiuto però arriva Finn Bálor, presentato dallo stesso Itami in una puntata di NXT. I due affrontano gli Ascension a NXT TakeOver: R Evolution vincendo. Dopo lo Special Event, partecipa al torneo per decretare il #1 contender al titolo NXT. Elimina ai quarti Tyler Breeze, ma viene eliminato in semifinale proprio da Finn Bálor. Dopo essere stato attaccato da Breeze nel backstage durante il KickOff di NXT TakeOver: RIVAL, batte il suo avversario nello Special Event.
Due settimane dopo sconfigge Bull Dempsey, ma viene attaccato dopo il match da Breeze, che lo mette KO. Quando però il fotomodello cerca di farsi una foto, si rialza e lo mette in fuga.
Dopo essere rimasto fermo per più di un anno a causa di un grave infortunio alla spalla, Hideo Itami ha fatto il suo ritorno a NXT TakeOver: Brooklyn II, al termine del match tra Austin Aries e No Way Jose, stendeno il primo con la GTS. Successivamente, la faida non inizia e Hideo rimane inattivo per mesi. Nel mese di settembre, il GM di NXT William Regal, induce la seconda edizione del torneo indetto alla memoria di Dusty Rhodes. Il giapponese avrebbe dovuto fare squadra col suo connazionale Kōta Ibushi, ma a causa di un infortunio al collo, il suo posto viene preso dall'allora campione dei pesi leggeri T.J. Perkins, e Itami rimane nuovamente ai box per alcuni mesi.
Fa il suo ritorno ufficiale nella puntata di NXT del 19 Aprile, dove interrompe un promo dell'NXT Champion Bobby Roode. Il giapponese, dapprima gli tira un ceffone, per poi stenderlo con la GTS. Nella puntata di NXT del 3 Maggio, Hideo sconfigge Kona Reeves. La settimana successiva, sconfigge Roderick Strong diventando il primo sfidante al titolo di Roode. Nella puntata di NXT del 17 maggio, l'ultima prima di Takeover Chicago, Itami attacca di nuovo Roode con la GTS.
Il 20 maggio 2017, a NXT TakeOver: Chicago, Itami ha affrontato Bobby Roode per l'NXT Championship ma è stato sconfitto. Nella puntata di NXT del 7 giugno, Hideo combatte contro Oney Lorcan, ma il match finisce in no contest data l'aggressività del giapponese, che rifila ben tre GTS. A soccorrere quest'ultimo arriva Kassius Ohno, e Itami va a muso duro proprio con quest'ultimo, dandogli anche uno spintone. Tuttavia decide di lasciar perdere e andarsene, consentendo a Ohno di soccorrere Lorcan. Nella puntata di NXT del 5 luglio Itami e Ohno sono stati sconfitti da Alexander Wolfe e Killian Dain dei SAnitY. Nella puntata di NXT del 26 luglio, Hitami affronta Ohno, perdendo il match per squalifica dopo un calcio nelle parti basse. A seguito di questo, il giapponese ha continuato ad attaccare il suo avversario, stendendolo con 2 GTS, effettuando così un turn heel. Il 19 agosto, a NXT TakeOver: Brooklyn III, Itami è stato sconfitto da Aleister Black.

#### 205 Live(2017–2019)
Dalla puntata di 205 Live (lo show dedicato alla divisione dei pesi leggeri di Raw) del 21 novembre 2017 vennero mandate in onda delle vignette circa l'imminente debutto di Itami nel roster principale. Itami debuttò a sorpresa nella puntata di Raw del 18 dicembre, come face, dove lui e Finn Bálor sconfissero il Miztourage (Bo Dallas e Curtis Axel). Itami fece il suo debutto ufficiale a 205 Live il 19 dicembre sconfiggendo facilmente Colin Delaney. Nella puntata di 205 Live del 6 febbraio Itami venne sconfitto da Roderick Strong (appartenente al roster di NXT) negli ottavi di finale di un torneo per la riassegnazione del vacante Cruiserweight Championship. Nella puntata di 205 Live del 5 giugno Itami interruppe il match fra Buddy Murphy e Mustafa Ali attaccando brutalmente entrambi ed effettuando di fatto un turn heel. Nella puntata di 205 Live del 19 giugno Itami sconfisse Buddy Murphy e Mustafa Ali in un Triple Threat match, diventando il contendente nº1 al Cruiserweight Championship di Cedric Alexander. Nella puntata di 205 Live del 10 luglio Itami affrontò poi Alexander per il Cruiserweight Championship ma venne sconfitto. Nella puntata di 205 Live del 24 luglio Itami prese parte ad un Fatal 4-Way match che includeva anche Drew Gulak, Mustafa Ali e TJP per determinare il contendente nº1 al Cruiserweight Championship di Cedric Alexander ma il match venne vinto da Gulak. Nella puntata di 205 Live del 9 gennaio Itami sconfisse Cedric Alexander, guadagnando l'accesso al Fatal 4-Way match per il Cruiserweight Championship alla Royal Rumble. Il 27 gennaio, nel Kick-off dell'evento, Itami prese parte appunto al Fatal 4-Way match per il Cruiserweight Championship che comprendeva anche il campione Buddy Murphy, Akira Tozawa e Kalisto ma il match venne vinto da Murphy.
Il 22 febbraio la WWE annunciò ufficialmente il rilascio di Itami.

### Ritorno in NJPW  (2019–presente)

#### Bullet Club (2019–presente)
Il 9 giugno 2019 Kenta ritorna in Giappone, in New Japan Pro-Wrestling, annunciando, durante Dominion 6.9, la sua intenzione di entrare nel G1 Climax. Dopo un inizio che gli ha consentito di vincere 4 match consecutivi (fra cui contro Hiroshi Tanahashi e Kōta Ibushi) permettendo così di ottenere il primo posto temporaneo nel Gruppo A, a seguito della sconfitta nel big match contro Kazuchika Okada, chiude il suo G1 Climax con 5 sconfitte consecutive, uscendo fuori dalla corsa per la vittoria del Gruppo A prematuramente ad una giornata dal termine.
Il 12 Agosto 2019 durante la finale del G1 Climax è coinvolto in un segmento che lo ha visto protagonista e che lo ha portato ad entrare nel Bullet Club capitanato dal leader Jay White.

## Personaggio

### Mosse finali
- Come Hideo Itami
  - Diving double foot stomp – 2014
  - Go 2 Sleep – 2015–presente
  - Shotgun Kick (running single leg front dropkick) – 2015–2016
  - Spinning roundhouse kick su un avversario in ginocchio – 2014
  - Basaiku Knee Kick (running single leg high knee)
- Come Kenta
  - Busaiku he no Hizageri/Busaiku Knee Kick (running single leg high knee)[52]
  - Game Over (omoplata crossface) – 2011–2014; adottata da Daniel Bryan
  - Go 2 Sleep

### Soprannomi
- "Black Sun"[32]
- "International Sensation"
- "Japanese Sensation"

## Titoli e riconoscimenti
- Alianza Latinoamericana de Lucha Libre
  - Torneo Latinoamericano de Lucha Libre[18] (2013)
- New Japan Pro-Wrestling
  - Strong Openweight Championship (2)
  - IWGP Tag Team Championship (1) – con Chase Owens
  - IWGP United States Championship (1)
  - NEVER Openweight Championship (1)
- Pro Wrestling Illustrated
  - 22º tra i 500 migliori wrestler singoli nella PWI 500 (2013)[53]
- Pro Wrestling Noah
  - GHC Junior Heavyweight Championship (3)
  - GHC Junior Heavyweight Tag Team Championship (3) – con Naomichi Marufuji (1)[54], Taiji Ishimori (1) e Yoshinobu Kanemaru (1)
  - GHC Heavyweight Championship (1)[16]
  - GHC Tag Team Championship (1) – con Maybach Taniguchi
  - Differ Cup (2005)
  - Global League Tournament
  - Global Tag League – con Yoshihiro Takayama[21]
  - Matsumoto Day Clinic Cup Contention Heavyweight Battle Royal (2013)[55]
  - One Day Six Man Tag Team Tournament (2002) – con Kenta Kobashi e Kentaro Shiga[56]
  - Nippon TV Cup Junior Heavyweight Tag League (2007, 2008 e 2010)[14]
  - Global Tag League Fighting Spirit Award (2014) – con Yoshihiro Takayama[57]
- Tokyo Sports
  - Best Bout Award (2006)[58]
  - Best Tag Team Award (2003)[58]
  - Outstanding Performance Award (2013)[59]
  - Technique Award (2011)[60]
- Wrestling Observer Newsletter
  - Best Wrestling Maneuver[61]
  - Tag Team of the Year (2003, 2004)[61]